# 美須々 (松本市)
美須々（みすず）は長野県松本市の町名。丁番を持たない単独町名である。住居表示実施済み。郵便番号は390-0801。

## 地理
松本市市街地の北側、女鳥羽川西岸に位置する。北で水汲、東で浅間温泉、南東の一点で大字南浅間、南で旭、西で桐、北西で大字岡田松岡と隣接する。
総合体育館などの文化的施設が中心で残りは住宅地となっている。近年若者が駐車場などでスケートボードを乗り回していたことなどから、総合体育館の前にスケートボードなど屋外遊具の専用コース（松本市スケートボード場）が設けられた。

## 歴史
江戸時代には桐村の一部であった。
美須々ヶ丘高校や旭の旭町中学校のある場所はかつては、旧歩兵第50連隊の練兵場の一部であった。1938年(昭和13年)には、長野県出身の戦死者の霊を弔うために長野県招魂社が設けられ、翌1939年(昭和14年)に長野縣護國神社となり、現在に至っている。

### 地名の由来
美須々は「信濃」の枕詞「みすずかる」に由来する美称であり、長野県（信州）の南北の対立を超えて友好を深めようという意味合いでつけられた。これと同じようなものに松本市浅間温泉の美鈴湖がある。

### 沿革
- 1967年（昭和42年）7月1日 - 全域で住居表示実施[4]。

## 世帯数と人口
2018年（平成30年）10月1日現在の世帯数と人口は以下の通りである。
| 町丁   | 世帯数  | 人口  |
| ------ | ------- | ----- |
| 美須々 | 151世帯 | 276人 |

## 交通
- 国道143号
- 長野県道282号浅間河添線

## 施設
- 松本市総合体育館
- 松本市スケートボード場
- 美須々屋内運動場
- 長野縣護國神社（美須々之宮）
- 長野県松本美須々ヶ丘高等学校